# Calédonie ensemble
Calédonie ensemble (Caledònia plegats) és un partit polític anti-independentista de Nova Caledònia, creat oficialment pel congrés de Kuendu Beach a Nouville (Nouméa) l'11 d'octubre de 2008. Fou creat per dissidents d'Avenir ensemble, partit antiindependentista fundat el 2004 i després assolí el poder, afirmant defensar els valor ideològics originaris del moviment. Encapçalats pel president de la Província del Sud Philippe Gomès critiquen la política del líder d'Avenir ensemble, Didier Leroux, que l'ha convertit en «ostatge polític» de Reagrupament-UMP.

## Principis del partit
- No independentista. Es mostra totalment a la dreta i dona suport Nicolas Sarkozy
- Són partidaris d'un diàleg amb tots, la qual cosa implica l'acceptació de l'Acord de Nouméa i negociar amb els independentistes, però s'oposen al referèndum per la independència el 2014 i continuar negociant per a arribar a una solució de consens.
- Cohesió social i respecte a la diversitat i una política social liberal.

## Presència institucional
A les eleccions provincials de Nova Caledònia de 2009 va obtenir 11 escons de 40 a l'assemblea de la Província del Sud i un escó a l'assemblea de la Nord, la qual cosa es traduí en 10 escons al Congrés de Nova Caledònia. Tres membres del partit formen part del govern de Nova Caledònia: Philippe Gomès, Philippe Germain i Philippe Dunoyer.
De les sis alcaldies guanyades per Avenir ensemble a les eleccions de 2008, han conservat Corine Voisin de La Foa (14 regidors de 23), Thierry Song de Thio (10 regidors de 23), i Léon Peyronnet de Moindou (5 regidors de 15).

## Resultats electorals
| Any  | Vots   | %     | Escons  | +/– | Govern   |
| ---- | ------ | ----- | ------- | --- | -------- |
| 2009 | 16,253 | 16.83 | 10 / 54 | Nou | Coalició |
| 2014 | 24,863 | 23.31 | 15 / 54 | 3   | Coalició |
| 2019 | 15,948 | 14.48 | 7 / 54  | 8   | Oposició |